# 荒川規矩男
荒川 規矩男（あらかわ きくお、1929年7月-）は、日本の医学者、内科学者。ヒト・アンジオテンシンの単離および構造同定、キニン・テンシン系の発見、高血圧の運動療法の研究などの功績がある。医学博士、福岡大学名誉教授、国際高血圧学会第12代理事長（the 12th President of the International Society of Hypertension）、日本高血圧学会名誉会員、日本高血圧協会元理事長。

## 経歴
鹿児島県曽於市の旧末吉町出身。末吉小学校（国民学校）を経て、鹿児島県立第二鹿児島中学校 (旧制)に入学。戦時のため海軍鹿屋航空隊などに勤労動員され、四年生のときに終戦。旧制第二鹿児島中学校を四年で終え、第七高等学校 (旧制)入学。旧制中学・高校の同窓生に赤崎勇、村田洋次郎らがいる。旧制七高から旧制九州大学医学部へ1949年に進学し、1953年3月に卒業。大学を出たら鹿児島市で開業するつもりだったが、学んでみると研究に非常に興味を感じるようになる。内科と外科で迷った後、順天堂医院でのインターンを終え九大外科に入局するが、直後に扁桃腺炎から急性腎炎になり体力的な不安から内科への転向を決意。回復するまで基礎（医化学）の大学院生となる。ペプチド研究の中でもレニンインヒビター作りを志す。
1957年3月九州大学大学院医学研究科（医化学）を修了。同年から九州大学病院第三内科副手。論文「On the oxidation of non-hydroxyamino acids by periodic acid」によって1958年1月21日に九州大学から医学博士を授与される。九大第三内科在籍中の1958年7月から1961年8月までアメリカに留学。アンジオテンシンの発見者であるクリーブランドクリニックのアーヴァイン・ペイジ博士のもとに留学する。
帰国後、九大第三内科副手から八幡製鉄所病院出向を経て、中村元臣教授の要請を受けて九州大学循環器内科助教授に就任（1964年～1973年在任）。ペイジ博士の助力によりアメリカ国立衛生研究所の資金援助を受けながら、世界で初めてヒト・アンジオテンシンの精製単離に成功し構造同定する。1973年福岡大学医学部第二内科教授に就任し、新設の医学部の立ち上げに尽力。以降は高血圧の運動療法の研究にも取り組む。2000年3月に福岡大学教授を定年退職し、名誉教授となる。2006年からは日本高血圧協会理事長を務めた。また、日本高血圧学会名誉会員となる。
ペイジ博士を中心に結成された国際高血圧学会（ISH）の最初期からのメンバーで、1990年から1998年まで国際高血圧学会理事、1992年から1999年まで世界保健機関と国際高血圧学会合同の高血圧治療ガイドライン委員（2期）、1994年から1996年まで国際高血圧学会第12代理事長。

## 受賞歴
- 1967年 朝日学術奨励金（ヒト・アンジオテンシンの単離と構造決定に対して）[1]
- 1981年 国際キニン学会会長賞（新しいキニンの発見に対して）[1]
- 1990年 フィラデルフィア医学会賞[4]（高血圧の運動療法の研究に対して）[1]
- 1996年 ロイヤルグラスゴー医学会賞（セリンプロテアーゼ・アンジオテンシン系の研究に対して）[1]
- 1999年 岡本国際賞（高血圧の研究に対して）[1]
- 2000年 高峰譲吉賞（レニン・アンジオテンシン系の研究に対して）[1]
- 2014年 世界高血圧連盟(WHL)賞[10][13]
- 2016年 国際高血圧学会(ISH) Distinguished Fellow Award[11][14]